# Peripheres Sehen

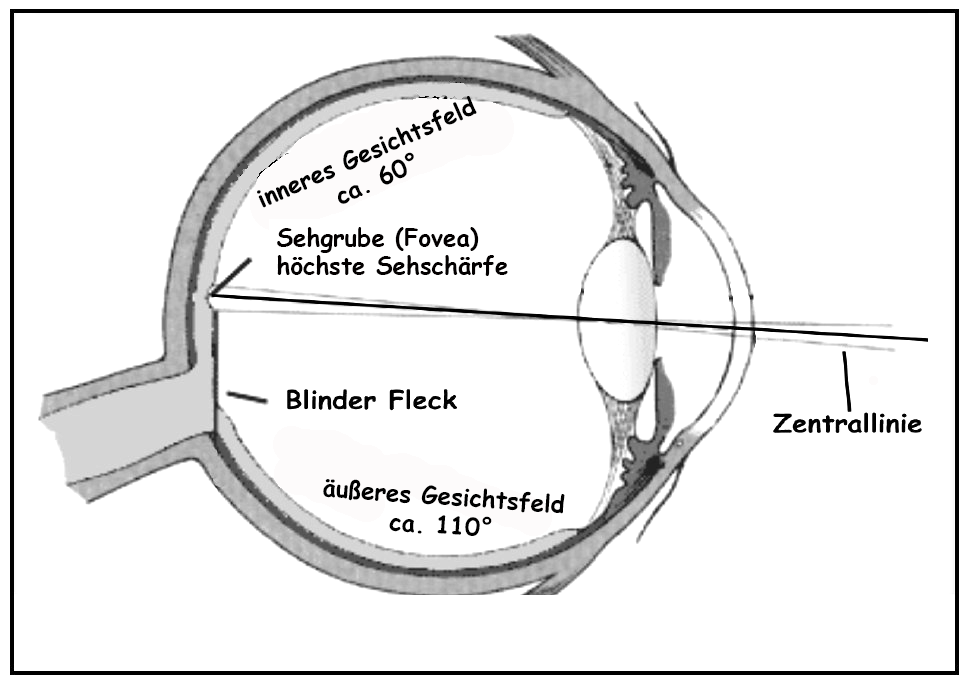
Horizontalschnitt durch das linke Auge, von oben gesehen. Der blinde Fleck liegt bei etwa 15–16°; der Gesamtbereich nach außen beträgt etwa 107°

Peripheres Sehen ist die (bewusste oder unbewusste) Wahrnehmung in den Bereichen des Gesichtsfeldes, die nicht auf die zentrale Stelle der Netzhaut, das Zentrum der Fovea, abgebildet werden.
Während im fovealen Sehen auf das wahrzunehmende Objekt geblickt wird – also die Gesichtslinie des Auges durch Augenbewegung exakt auf das gewünschte Objekt ausgerichtet wird, um die maximale zentrale Sehschärfe auszunutzen – schaut der Betrachter beim peripheren Sehen de facto an dem Objekt vorbei, oft nur knapp, was auch indirektes Sehen genannt wird. Das periphere Sehen hat geringere Sehschärfe, aber hat vor allem einen weit größeren Crowding-Effekt, der z. B. normales Lesen nicht erlaubt.

## Sehen bei Dunkelheit und Wahrnehmung von Bewegungen
Das periphere Sehen ist sehr effizient für die Wahrnehmung von Bewegungen und wegen seiner vorwiegend für die hell-dunkel empfindlichen Stäbchen der Netzhautperipherie auch bei äußerst geringer Helligkeit von Nutzen, beim Sehen in der Dämmerung und der Nacht. Die Empfindlichkeit für Farbwahrnehmung ist etwas niedriger, daher werden z. B. auffällige Verkehrssignale blinkend und/oder mit kontrastreichen Farben wie z. B. Schwarz/Gelb dargestellt. Das zeitliche Auflösungsvermögen ist gut, was man früher leicht feststellen konnte, indem man das helle Bild eines älteren Röhrenfernsehers aus dem Augenwinkel heraus betrachtete. Das Flackern war dann sehr viel deutlicher wahrnehmbar als beim direkten Betrachten des Bildes. (Neuere Flachbildschirme eignen sich für diese Demonstration nicht.) Obschon das periphere Sehen mehr als 99,9 % des Gesichtsfelds abdeckt, wenn man den Bereich außerhalb von rund 2° Exzentrizität betrachtet, stehen für die Signalweiterleitung nur rund 50 % des Sehnervs sowie etwa 50 % der Fläche des Sehzentrums (visueller Kortex) zur Verfügung. Die übrigen 50 % sind dem hochauflösenden fovealen System vorbehalten.

## Indirektes Sehen
Im Bild zeigen die ovalen Bereiche A, B und C die Teile einer Schachsituation, die ein Schachmeister aus der Peripherie – also ohne sie direkt zu fixieren – richtig erkennt. Die Linien zeigen den Pfad der Augenfixationen während 5 Sekunden, in denen man versuchen musste, sich die Stellung der einzelnen Figuren einzuprägen. Das periphere Sehen liefert also einen ersten Gesamteindruck einer Situation, der – sofern er nicht sofort als gefährlich eingestuft wird – in der Regel einer genaueren Analyse durch das foveale System unterzogen wird. Als Reaktion auf den ersten Eindruck werden dazu die Augen (die Zentrallinie) auf zunächst einen zuvor peripher wahrgenommenen Punkt ausgerichtet.
Der Gesamtbereich des Gesichtsfeldes (also des peripheren Sehens) beträgt nach außen hin etwa 107° Gesichtswinkel (nicht 90° wie vielerorts fehlerhaft angegeben). Für beide Augen zusammen sind es (beim Geradeausschauen) also 214°. Nach oben sind es zirka 60°–70° und nach unten 70°–80°; zur Nase hin wird der Bereich vor allem durch das Vorhandensein der Nase auf etwa 60° begrenzt. Der blinde Fleck liegt bei etwa 15,5° nach außen im Gesichtsfeld, knapp unterhalb der Horizontalen.

## Anwendungsbereiche
Beim täglichen Sehen wird bewusst oder unbewusst das periphere Sehen angewandt, zum Beispiel in jedem Augenblick zur Festlegung des nächsten Fixationspunktes oder um etwas nebenbei zu beaufsichtigen, ohne von der Arbeit aufzuschauen. Beim peripheren Sehen kann verschleiert werden, welches Objekt betrachtet wird, und die Blendwirkung einer hellen Lichtquelle ist erträglicher, wenn sie nicht zentral fixiert wird.
Personen mit einem Zentralskotom, beispielsweise bei einer Makuladegeneration, nutzen häufig periphere Netzhautstellen, um Dinge, wenn auch nur sehr unscharf, zu betrachten, die sie mit zentraler Fixation nicht mehr erkennen könnten. In der Augenheilkunde wird dieses Phänomen exzentrische Einstellung genannt.
Peripheres Sehen wird in der Astronomie auch als indirektes Sehen bezeichnet und bezieht sich auf eine spezielle Beobachtungstechnik, mit der man sehr lichtschwache Sterne und flächenhafte Objekte (Nebel) besser erkennen kann. Dabei blickt man nicht direkt auf das Himmelsobjekt, sondern knapp daran vorbei.